# Urueñas
Urueñas – gmina w Hiszpanii, w prowincji Segowia, w Kastylii i León, o powierzchni 32,87 km². W 2011 roku gmina liczyła 112 mieszkańców.